# Lindy McDaniel
Lyndall Dale McDaniel, conocido como Lindy (Hollis, 13 de diciembre de 1935 - Carrollton, 14 de noviembre de 2020), fue beisbolista estadounidense. Se desempeñó como lanzador de relevo diestro de las Grandes Ligas que tuvo una carrera de 21 años desde 1955 hasta 1975. Durante su carrera fue testigo de aproximadamente 3,500 juegos de Grandes Ligas (sin incluir el entrenamiento de primavera), tuvo más de 300 compañeros de equipo y jugó con ocho entrenadores diferentes. Luego jugó con los Cardenales de San Luis, los Cachorros de Chicago y los Gigantes de San Francisco (todos de la Liga Nacional), los Yankees de Nueva York y los Reales de Kansas City. (ambos de la Liga Americana).

## Biografía
McDaniel nació el 13 de diciembre de 1935 en Hollis, Oklahoma. Asistió a la Universidad de Oklahoma y la Universidad Cristiana de Abilene.
McDaniel fue nombrado miembro del equipo del Juego de Estrellas de las Grandes Ligas de Béisbol en 1960. Lideró la liga en salvamentos en 1959 (15), 1960 (26) y 1963 (22). Fue nombrado el relevista deportivo del año de la Liga Nacional en 1960 (el año inaugural del premio) como miembro de los Cardenales de San Luis, y en 1963 como miembro de los Cachorros de Chicago.
Con los Yankees de Nueva York en 1970, McDaniel acumuló 29 salvamentos, el récord de su carrera, empatando el récord de franquicia establecido por Luis Arroyo en 1961.
Su hermano, Von, también fue lanzador de Grandes Ligas. Su otro hermano, Kerry, jugó en las ligas menores.

## Hitos de su carrera
Durante un lapso de cuatro juegos, McDaniel retiró a 32 bateadores consecutivos en agosto de 1968. En uno de esos juegos, lanzó siete entradas perfectas contra los Tigres de Detroit. En 1973, ingresó al juego en la primera entrada contra los Tigres en Detroit y lanzó 13 entradas, cediendo una carrera y ganando el juego 2-1. McDaniel lanzó en 225 juegos consecutivos en la Liga Nacional sin cometer un error, un récord.
McDaniel consideró su mejor año en general como 1960 con los Cardenales de St. Louis, cuando registró una marca de 12-2 en relevo con 22 salvamentos y una efectividad de 1.29 mientras fue nombrado (por única vez en su carrera) para la Liga Nacional All -Equipo estrella. Obtuvo los honores de Bombero del año, mientras que terminó tercero en el premio Cy Young y quinto en la votación de MVP, ambos sus puestos más altos. Clasificó su siguiente mejor año como 1970 con los Yankees, cuando tenía marca de 9-5 con 29 salvamentos y efectividad de 2.01, la más alta de su carrera, seguida de la temporada 1963 cuando tenía 13-7 con 21 salvamentos y efectividad de 2.86.
McDaniel ganó los honores de Bombero del Año en 1960 y 1963. El también lideró la Liga Nacional en relevo en 1959, pero ese fue el año antes de que se presentara el primer premio al Bombero del Año. Con nueve salvamentos y una efectividad de 0.74, McDaniel fue nombrado Jugador del Mes de junio de 1960.
McDaniel ostentaba el récord de MLB de la mayoría de los bateadores enfrentados en la octava entrada de su carrera. Permitió cuatro grand slams de salida durante su carrera, más que cualquier otro lanzador de Grandes Ligas registrado.

## Vida personal
Se casó dos veces, luego de que su primera esposa falleciera a causa de cáncer. Tuvo 5 hijos, 15 nietos y 5 bisnietos.
McDaniel fue un religioso activo y predicador, formó parte del Lavon Church of christ, una congregación cristiana de Texas.
Falleció el 14 de noviembre de 2020 a los ochenta y cuatro años, por causa del COVID-19.